# Sigismondo II Augusto di Polonia
Sigismondo II Augusto Jagellone (Cracovia, 1º agosto 1520 – Knyszyn, 7 luglio 1572) è stato re di Polonia dal 1548 al 1572 e Granduca di Lituania dal 1529: unico figlio di Sigismondo I e della sua seconda moglie Bona Sforza, con lui si estinse la Dinastia Jagellonica, che aveva governato il paese dal 1386, e s'impose il principio che il monarca dovesse essere eletto da tutta la nobiltà (il che metteva la nobiltà in una posizione di straordinario privilegio).
Questo grande potere che si era venuto a condensare tutto nelle mani della nobiltà era stato causato soprattutto dal problema della successione al trono, che spinse il re, che non aveva eredi, a collaborare con i nobili.

## Biografia
La sua nascita, lungamente attesa e avvenuta dopo la nascita della sorella Isabella, provocò un enorme entusiasmo in quanto significò la continuazione della dinastia: al battesimo, svoltosi il 1º settembre del 1520, gli venne imposto il nome di Sigismondo, per rendere omaggio al padre, e Augusto, perché nato in agosto e anche per evocare le gesta degli imperatori romani, molto stimati all'epoca.
Da bambino e anche da adolescente si trovava sotto stretta tutela della madre e delle sue cortigiane, per cui i dignitari della corte temevano che, cresciuto nell'ambiente femminile, non sarebbe stato in grado di affrontare le sfide del mondo di allora. La stessa Bona avrebbe detto che era «uno scherzo della natura il fatto che la figlia Isabella fosse nata femmina e il futuro re maschio».
Ma quelle paure si rivelarono eccessive: anche se sempre coccolato e mai contrastato nelle sue richieste, Sigismondo Augusto acquisì vaste conoscenze in vari campi, tanto da diventare in seguito uno dei più colti sovrani della storia polacca. Inizialmente fu educato dalla madre, che gli trasmise un'ottima conoscenza del latino e della propria lingua materna (italiana). Poi il suo precettore divenne Giovanni Silvio de Mathio, originario di Palermo, che, anche se noto per costumi decisamente contrari alla morale cristiana, era tuttavia assai stimato per via della sua profonda cultura.

## Il regno

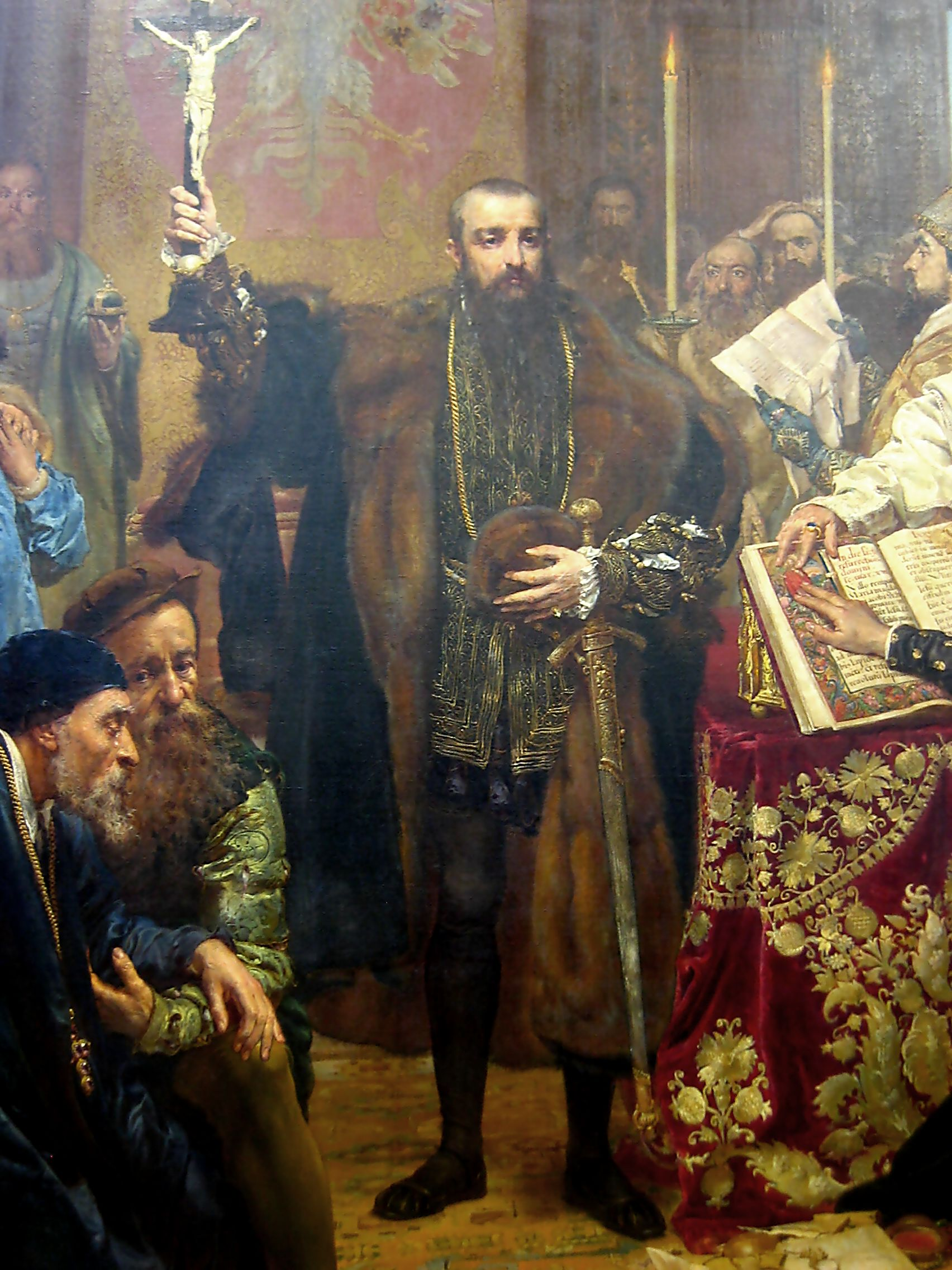
Sigismondo Augusto

Per volontà della madre, che voleva rafforzare la propria posizione politica e nonostante le vigenti leggi del regno, fu incoronato all'età di soli dieci anni nel 1529, mentre sul trono si trovava ancora suo padre (vivente rege). Fu allora che a Sigismondo I diedero il soprannome "Vecchio" per distinguerlo dal figlio (rex iuvenis). L'evento ebbe però anche conseguenze del tutto diverse da quelle volute da Bona e da chi intendeva consolidare il potere centrale. La nobiltà infatti fece fare a Sigismondo I una promessa solenne che nel futuro un'incoronazione così non si sarebbe mai più ripetuta se non accettata dall'Assemblea dei Nobili, cioè da Sejm Walny. Fino a quando era vivo suo padre, Sigismondo Augusto esercitava il potere in Lituania: dapprima solo nominalmente e dal 1544 a pieno titolo. Da allora la Lituania divenne il suo posto prediletto, dove avrebbe passato la maggior parte della vita, un po' a scapito di Cracovia in cui compariva raramente e solo in occasione di cerimonie ufficiali.
Come si apprende dalle fonti storiche, già in prima adolescenza cominciò un'intensa vita intima, il che non suscitava però obiezioni da parte dei genitori, anzi pare che specialmente Bona lo trattasse come parte integrante dell'educazione del figlio, secondo i costumi dell'epoca. Tale approccio influì notevolmente sulla personalità di Sigismondo Augusto che per tutta la vita non si sarebbe fatto mancare niente. All'età di 16 anni risale la sua relazione amorosa con una delle cortigiane di Bona, la quarantenne Diana de Cardona. C'è chi sostiene che fu proprio lei a contagiare il futuro re di sifilide, la probabile causa della sua sterilità, ma le opinioni degli storici a questo proposito non sono univoche.
Nonostante le proteste della madre, nel maggio 1543 sposò la diciassettenne Elisabetta d'Asburgo, ma i rapporti tra i coniugi furono pessimi sin dall'inizio. Col pretesto di dover lasciare la capitale in vista di un'imminente epidemia già in luglio dello stesso anno, Sigismondo partì per la Lituania, dove liberatosi finalmente dalla sorveglianza materna, conobbe Barbara, figlia del magnate lituano Jerzy Radziwiłł. La sposò in segreto nel 1547, essendo la prima moglie Elisabetta morta nel giugno 1545. Quando il fatto del matrimonio divenne noto, Bona scoppiò in una grande ira ma, malgrado innumerevoli tentativi, non riuscì a convincere il figlio a rinunciarvi.
Secondo lei quel matrimonio indeboliva il potere centrale invece di rafforzarlo, incoraggiando le tendenze centrifughe rappresentate tra l'altro dai Radziwiłł e come tale era contrario alla ragion di stato.

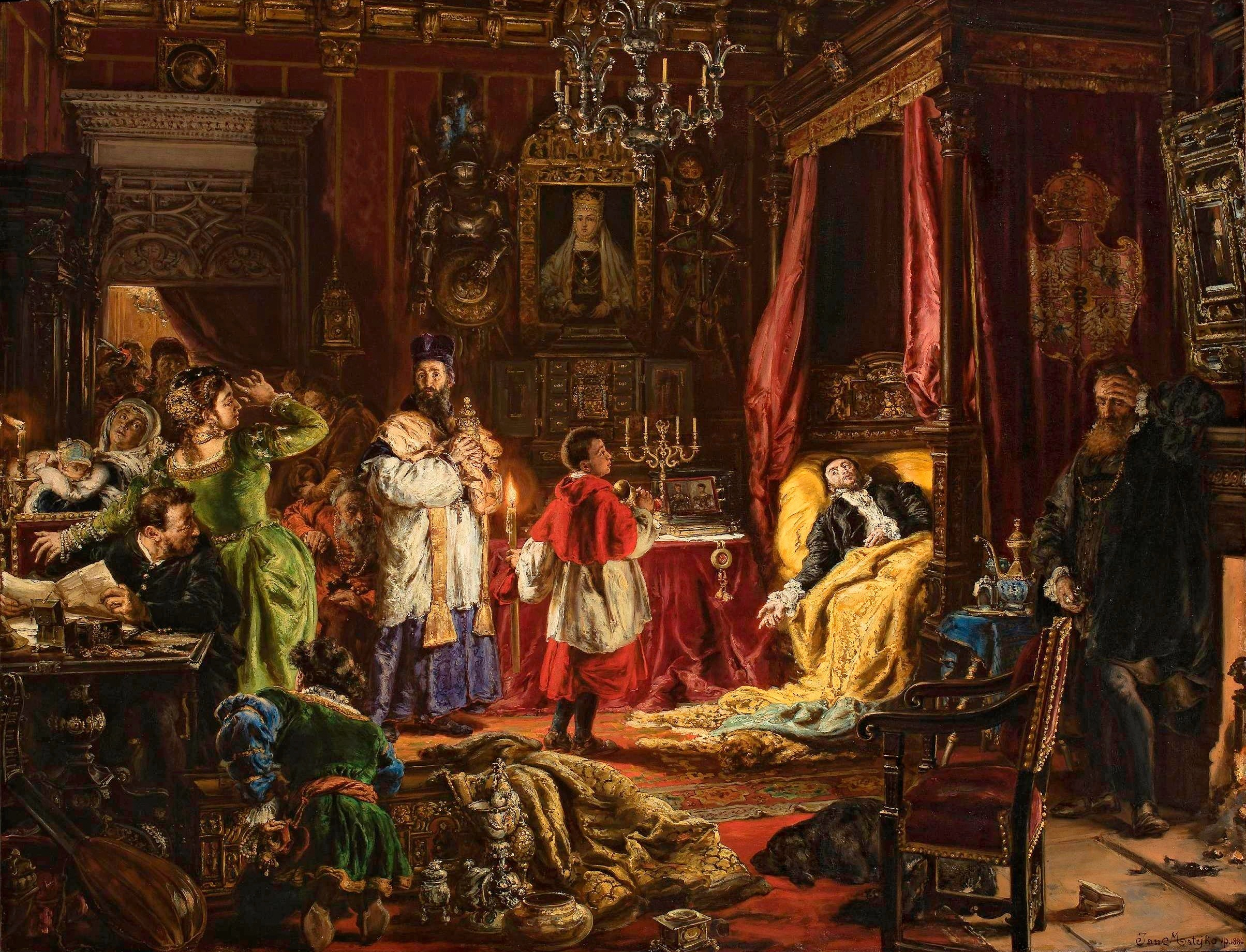
Jan Matejko, Morte di Sigismondo Augusto a Knyszyn, 1886, olio su tela, Museo nazionale di Varsavia

Anche la sua seconda moglie Barbara morì dopo pochi anni di matrimonio, nel maggio 1551. Le voci accusarono la suocera quale mandante di un avvelenamento, e tale evento è stato di ispirazione a trame teatrali e cinematografiche.

In terze nozze sposò il 23 giugno 1553 Caterina d'Austria, vedova di Francesco III Gonzaga, secondo duca di Mantova.
Di fronte al dilagare della Riforma protestante Sigismondo Augusto non si preoccupava affatto delle sorti del cattolicesimo e sosteneva progetti miranti alla creazione di una Chiesa di tipo nazionale, indipendente da Roma. Come nel caso di Enrico VIII d'Inghilterra, ci fu chi lo attribuiva alla sua vita privata molto libertaria, ma le ragioni vanno ricercate più profondamente, nella situazione politica ed economica del Paese. Dal punto di vista religioso il re era un uomo sostanzialmente indifferente al cattolicesimo, anche se da giovane si era interessato ai contrasti religiosi che sconvolgevano l'Europa di quei tempi. Molta attenzione dedicava invece ai poteri magici e seguiva la letteratura che ne trattava.
Sotto il suo regno furono approfonditi ancora i legami che univano la Polonia con la Lituania. Attraverso un atto di unione siglato nel 1569 a Lublino, i due stati confluirono in un'unica Repubblica delle Due Nazioni: pur mantenendo ciascuno la propria autonomia nel campo militare e fiscale, sarebbero stati governati da uno stesso sovrano elettivo e da un unico parlamento (Sejm), e avrebbero condotto una politica estera comune.
Essendo stata sua madre anche principessa di Bari e di Rossano, oltre che regina di Polonia e granduchessa di Lituania, Sigismondo II provava inutilmente a rivendicare i propri diritti su quei principati. Questo fu dovuto a una contraffazione del testamento della madre compiuta dal suo segretario. Secondo il documento, i principati dovevano essere assegnati al re spagnolo Filippo II e non a Sigismondo II.
L'ultimo dei Jagelloni fu un appassionato collezionista di opere d'arte. Gli anni del suo governo furono il periodo della massima fioritura della cultura rinascimentale polacca. Per esempio, fu allora che il Castello reale di Wawel a Cracovia assunse il suo aspetto attuale. Va sottolineata anche la passione del re per la lettura. Durante tutta la vita spendeva molto in libri e lasciò dietro di sé un'impressionante biblioteca.

## Ascendenza
|                                  |                       |                           | Genitori                      |  |  | Nonni |  |  | Bisnonni               |  |  | Trisnonni            |  |
|                                  |                       |                           |                               |  |  |       |  |  | Ladislao II di Polonia |  |  | Algirdas di Lituania |  |
|                                  |                       |                           |                               |  |  |       |  |  | Ladislao II di Polonia |  |  | Algirdas di Lituania |  |
|                                  |                       | Uliana di Tver'           |                               |  |  |       |  |  | Ladislao II di Polonia |  |  |                      |  |
| Casimiro IV di Polonia           |                       |                           |                               |  |  |       |  |  | Ladislao II di Polonia |  |  |                      |  |
|                                  |                       | Sofia Alšėniškė           | Andrea Alšėniškis             |  |  |       |  |  |                        |  |  |                      |  |
|                                  |                       | Sofia Alšėniškė           | Andrea Alšėniškis             |  |  |       |  |  |                        |  |  |                      |  |
|                                  |                       | Sofia Alšėniškė           | Aleksandra Druckaja           |  |  |       |  |  |                        |  |  |                      |  |
| Sigismondo I Jagellone           |                       | Sofia Alšėniškė           |                               |  |  |       |  |  |                        |  |  |                      |  |
|                                  |                       | Alberto II d'Asburgo      | Alberto IV d'Asburgo          |  |  |       |  |  |                        |  |  |                      |  |
|                                  |                       | Alberto II d'Asburgo      | Alberto IV d'Asburgo          |  |  |       |  |  |                        |  |  |                      |  |
|                                  |                       | Alberto II d'Asburgo      | Giovanna di Baviera-Straubing |  |  |       |  |  |                        |  |  |                      |  |
| Elisabetta d'Asburgo             |                       | Alberto II d'Asburgo      |                               |  |  |       |  |  |                        |  |  |                      |  |
|                                  |                       | Elisabetta di Lussemburgo | Sigismondo di Lussemburgo     |  |  |       |  |  |                        |  |  |                      |  |
|                                  |                       | Elisabetta di Lussemburgo | Sigismondo di Lussemburgo     |  |  |       |  |  |                        |  |  |                      |  |
|                                  |                       | Elisabetta di Lussemburgo | Barbara di Cilli              |  |  |       |  |  |                        |  |  |                      |  |
| Sigismondo II Augusto di Polonia |                       | Elisabetta di Lussemburgo |                               |  |  |       |  |  |                        |  |  |                      |  |
|                                  | Galeazzo Maria Sforza | Francesco Sforza          |                               |  |  |       |  |  |                        |  |  |                      |  |
|                                  | Galeazzo Maria Sforza | Francesco Sforza          |                               |  |  |       |  |  |                        |  |  |                      |  |
|                                  | Galeazzo Maria Sforza | Bianca Maria Visconti     |                               |  |  |       |  |  |                        |  |  |                      |  |
| Gian Galeazzo Sforza             | Galeazzo Maria Sforza |                           |                               |  |  |       |  |  |                        |  |  |                      |  |
|                                  |                       | Bona di Savoia            | Ludovico di Savoia            |  |  |       |  |  |                        |  |  |                      |  |
|                                  |                       | Bona di Savoia            | Ludovico di Savoia            |  |  |       |  |  |                        |  |  |                      |  |
|                                  |                       | Bona di Savoia            | Anna di Cipro                 |  |  |       |  |  |                        |  |  |                      |  |
| Bona Sforza                      |                       | Bona di Savoia            |                               |  |  |       |  |  |                        |  |  |                      |  |
|                                  |                       | Alfonso II di Napoli      | Ferdinando I di Napoli        |  |  |       |  |  |                        |  |  |                      |  |
|                                  |                       | Alfonso II di Napoli      | Ferdinando I di Napoli        |  |  |       |  |  |                        |  |  |                      |  |
|                                  |                       | Alfonso II di Napoli      | Isabella di Taranto           |  |  |       |  |  |                        |  |  |                      |  |
| Isabella d'Aragona               |                       | Alfonso II di Napoli      |                               |  |  |       |  |  |                        |  |  |                      |  |
|                                  |                       | Ippolita Maria Sforza     | Francesco Sforza              |  |  |       |  |  |                        |  |  |                      |  |
|                                  |                       | Ippolita Maria Sforza     | Francesco Sforza              |  |  |       |  |  |                        |  |  |                      |  |
|                                  |                       | Ippolita Maria Sforza     | Bianca Maria Visconti         |  |  |       |  |  |                        |  |  |                      |  |
|                                  |                       | Ippolita Maria Sforza     |                               |  |  |       |  |  |                        |  |  |                      |  |